# Case Study 01
Case Study 01 — второй студийный альбом канадского R&B и неосоул-исполнителя Дэниела Сизара. Он был выпущен 28 июня 2019 года на лейбле Golden Child Recordings. В нём приняли участие Брэнди Норвуд, Фарелл Уильямс, Джон Майер, Шон Леон и Джейкоб Коллиер.

## Отзывы
| Оценки критиков | Оценки критиков |
| Источник        | Оценка          |
| --------------- | --------------- |
| Exclaim!        | 8/10            |
| Highsnobiety    | 3.0/5           |
| Pitchfork       | 6.7/10          |

Case Study 01 был положительно оценён современными музыкальными критиками. Джейкоб Кэри из Exclaim! отметил «экспериментальный характер» альбома, заключив: «Хотя Case Study 01, возможно, не получит такого же одобрения критиков, как Freudian, это солидная работа артиста, который, более или менее, всё ещё новичок, пытающийся разнообразить своё звучание на ранних этапах, чтобы не закрепиться в госпел-музыке на всю свою карьеру». Аарон Уильямс из Uproxx сказал: «Даже с учётом вновь обретённой физичности Сизара, Case Study 01 по-прежнему остаётся вдумчивым, прекрасно звучащим альбомом. Если не считать всего остального, он доказывает, что он всё ещё умный, интригующий автор песен, который может выжать из куплетов в два раза больше романтики, чем любой из его современников. Но есть и ощущение, что, возможно, он и здесь немного перестарался».
Альбом был включён в лонг-лист музыкальной премии Polaris Music Prize 2020 года.

## Список композиций
| №                   | Название                                                      | Автор(ы)                                                                                                  | Продюсеры                             | Длительность |
| ------------------- | ------------------------------------------------------------- | --- | ------------------------------------- | ------------ |
| 1.                  | «Entropy»                                                     | Ashton Simmonds Tommy Paxton-Beesley Andrew Cocup Tom Findlay Allan Jeffrey Claire Rothrock               | Daniel Caesar                         | 4:21         |
| 2.                  | «Cyanide»                                                     | Simmonds Paxton-Beesley Jason Harrow Matthew Burnett Jordan Evans Matthew Leon Thomas Jackson Robert King | Burnett Evans                         | 3:14         |
| 3.                  | «Love Again» (с Брэнди Норвуд)                                | Simmonds Brandy Evans Burnett Leon Darhyl Camper, Jr. Edward Blackmon                                     | Evans Burnett                         | 3:34         |
| 4.                  | «Frontal Lobe Muzik» (при участии Фаррелла Уильямса)          | Simmonds Pharrell Williams Chad Hugo Leon Evans Burnett                                                   | The Neptunes                          | 3:49         |
| 5.                  | «Open Up»                                                     | Simmonds Paxton-Beesley Evans Burnett Leon                                                                | Burnett Evans                         | 4:26         |
| 6.                  | «Restore the Feeling» (при участии Sean Leon и Jacob Collier) | Simmonds Evans Burnett Leon Jacob Collier                                                                 | Evans Burnett                         | 3:34         |
| 7.                  | «Superposition» (при участии Джона Майера)                    | Simmonds Evans Paxton-Beesley Burnett John Mayer                                                          | Mayer Evans [a]                       | 4:23         |
| 8.                  | «Too Deep to Turn Back»                                       | Simmonds Paxton-Beesley Evans Burnett Cocup Findlay Jeffrey Rothrock Milton Yakus                         | Burnett Evans River Tiber [a]         | 5:18         |
| 9.                  | «Complexities»                                                | Leon Alex Ernewein Ethan Ashby Liza Yohannes Liam Mitro                                                   | Ernwein Ashby [a]                     | 3:50         |
| 10.                 | «Are You OK?»                                                 | Simmonds Paxton-Beesley Leon Mayer Matthew Samuels                                                        | Daniel Caesar Boi-1da River Tiber [a] | 6:32         |
| Общая длительность: | Общая длительность:                                           | Общая длительность:                                                                                       | Общая длительность:                   | 43:01        |

Замечания
- ↑  дополнительный продюсер

## Чарты
| Чарт (2019)                      | Высшая позиция |
| -------------------------------- | -------------- |
| Австралия (ARIA)                 | 26             |
| Бельгия/Фландрия (Ultratop)      | 186            |
| Канада (Canadian Albums Chart)   | 6              |
| Нидерланды (Album Top 100)       | 39             |
| Великобритания (UK Albums Chart) | 89             |
| США (Billboard 200)              | 17             |